# Seznam del Franceta Prešerna
Delo Franceta Prešerna

## Poezije
- Sem dolgo upal in se bal

Pesmi
- Strunam
- Dekletam
- Pod oknam
- Prošnja
- Kam?
- Ukazi
- K slovesu
- Sila spomina
- Zgubljena vera
- Mornar
- Soldaška
- Zdravljica
- V spomin Valentina Vodnika
- V spomin Andreja Smoleta
- Od železne ceste
- Zapušena
- Nezakonska mati
- Pevcu

Balade in romance
- Hčere svet
- Učenec
- Dohtar
- Turjaška Rozamunda
- Judovsko dekle
- Zdravilo ljubezni
- Lenora
- Povodni mož
- Prekop
- Neiztrohnjeno srce
- Ribič
- Ženska zvestoba
- Orglar

Različne poezije
- Zvezdogledam
- V spomin Matija Čopa
- Nova pisarija
- Prva ljubezen
- Slovo od mladosti
- Glosa

Zabavljivi napisi
- Predgovor in zagovor
- Vzrok nezlatega veka
- Novi Pegazus
- Čebelice pušičarjam
- Čebelice pravljičarjam
- Čebelice šestomerjovcam
- Čebelice pesmam brez s in c
- Čebelice pevcam letnih časov
- Lesničnjeku in Levičnjeku
- Pred pevcu, potlej homeopatu
- Čebelarju
- Vodnik
- Abecedarju
- Ahaceljnovim pesmam
- Krempeljnu
- Nekim pevcam duhovnih pesem
- Izdajavcu Volkmera fabul in pesem
- Novičarjam
- Kopitar
- Daničarjam
- Bahači četvero bolj množnih Slave rodov
- Narobe Katon
- Pričujoče poezije

Gazele
- Pesem moja je posoda tvojega imena
- Oči sem večkrat prašal, ali smem
- Žalostna komu neznana je resnica, de jo ljubim
- Draga! vem, kako pri tebi me opravljajo ženice
- Med otroci si igrala, draga! lani - čas hiti
- Al bo kal pognalo seme, kdor ga seje, sam ne ve
- Kdor jih bere, vsak drugači pesmi sodi

Sonetje
- Očetov naših imenitne dela
- Vrh sonca sije soncov cela čeda
- Tak kakor hrepeni oko čolnarja
- Dve sestri videle so zmoti vdane
- Kupido! ti in tvoja lepa starka
- Je od vesel'ga časa teklo leto
- Sonetni venec
- Ni znal molitve žlahtnič trde glave
- Sanjalo se mi je, de v svetem raji
- Velika, Togenburg! bila je mera
- Bilo je, Mojzes! tebi naročeno
- Na jasnem nebi mila luna sveti
- Marskteri romar gre v Rim, v Kompostelje
- Zgodi se včasih, de mohamedani
- Oči bile pri nji v deklet so sredi
- Kadar previdi učenost zdravnika
- Odprlo bo nebo po sodnem dnevi

Zabavljivi sonetje
- Al prav se piše kaшa ali kaſha
- Ne bod'mo šalobarde! Moskvičanov
- Apel in Čevljar

Sonetje nesreče
- O Vrba, srečna, draga vas domača
- Popotnik pride v Afrike pušavo
- Hrast, ki vihar na tla ga zimski trešne
- Komur je sreče dar bila klofuta
- Življenje ječa, čas v nji rabelj hudi
- Čez tebe več ne bo, sovražna sreča!
- Memento mori
- Krst pri Savici

## Nezbrano delo
Nezbrane lirske pesmi
- Zarjovena dvičica
- Rotarjovima dekletoma
- Licova strelci
- Elegija svojim rojakam
- Pov'do let starih čudne izročila
- Vi, ki vam je ljubezni tiranija
- Mihu Kastelcu
- Izdajavcu Volkmerjovih fabul in pesem
- Un dan si začela
- Vso srečo ti želim
- Tri želje Anastazija Zelenca
- Benečanska trojka
- Janezu N. Hradeckitu
- Kar je, beži

Nezbrane balade in romance
- Ponočnjak
- Parizina
- Romanca od Strmega grada
- Šmarna gora
- Nebeška procesija
- Sveti Senan
- Nuna

Nezbrani napisi
Zabavljivi napisi
- Pušičarjem I, II
- Pesmi od posušila močvirja
- Glosatorju
- Zakaj se moj rojak napenja
- Čudni dihur
- Kdor ne zna napisa brati
- Ker stara para zlomek devištva preveč vzel
- Tempora mutantur
- Ljubljančanam

Nagrobni napisi
- Jezike vse Evrope je učene
- Steze popustil nemškega Parnasa
- Opasal vere je orožje
- Jasni so in srečni b'li
- Zaljšal cerkve vidijoče

Različni napisi
- Moj bron je najden bil v dnu morja, ko Turčije
- Prijatlju Lašanu
- Gospodu Smuku
- Gospodu Izmajlu Sreznjevskemu v spomin velikega tedna leta 1841
- Prijatlju Ferdinandu Šmidu

Drobiž
- Zapustil boš ti svoje zlate
- Metka, Metka!
- Sonce se skriva
- Bela ko mleko
- Zastavica
- V Ljubljan' je en mož
- Eno rož'co m' je dala
- Tukaj počiva Franc Prešeren

Nemške pesmi
Nameček nemških in ponemčenih poezij
- Obschon die Lieder aus dem Vaterlande
- Ihr, die entsprossen aus dem Slawenstamme
- Die Seeman
- Die Macht der Erinn'rung
- Der verlor'ne Glaube
- Die Wiederbestattung
- Dem Andenken des Matthias Čop
- Warum sie, wert, daß Sänger aller Zungen
- "Der Frühling kommt aus Auen, Bergen, Flüssen"
- Wie der, dem alles, was er mitgenommen
- Wie brünstig sehnt sich, wer an dunkler Stelle
- Wohl groß war, Toggenburg! mein Schmerzgeselle
- Aufthun wird sich, wenn da Gericht vollendet
- Nichts trägt an ihm des Dichtergeists Gepräge
- An eine junge Dichterin
- Aus dem Polnischen des Adam Mickiewicz
- Wohl ihm, dem fremdt geblieben das Erkennen

Nezbrane nemške pesmi
- An die Mädchen
- Literärische Scherze in August v. Schlegel's Manier
- Error typi
- Relata refero
- "Hoc scio pro certo, quoties cum stercore certo"
- Du staunst, mein Freund! und fragst, woher und wie es kam
- Ihr hörtet von der Zwerge argem Sinnen
- An böser Wunde leidend muß entsenden
- In Laibach, der Slowennen Stadt, geboren
- Toast
- Wohin?
- Das freie Herz
- Den Schönen Laibachs
- Du spieltest, spielst noch; denn die Töne, die verlangen
- O! Volkslied, der Erinnerungen
- Der Mench muß untergehen
- Die Mutter und den Sohn, der ihr entsprossen
- Dem Wohlgebornen Fräulain Aloisia Crobath
- An den Herrn k. k. Appellationsrat Anton Tschopp

Prepesnitve ljudskih pesmi
- Od lepe Vide
- Od kralja Matjaža
- Od Rošlina in Verjankota
- Svarjenje
- Soldaška
- Druga soldaška
- Sanje
- Od Marjetike
- Od Matjaža, ogrskega kralja
- Od majerce
- Žlahtni gospod Baroda
- Ljubček se na pot napravil
- Črni kos
- Lisica

## Pisma
- Pismi Antonu Aleksandru Auerspergu
  - Prvo pismo Franceta Prešerna Antonu Aleksandru Auerspergu, Ljubljana, okoli 1843 - 1844
  - Drugo pismo Franceta Prešerna Antonu Aleksandru Auerspergu, Ljubljana, 23. avgust 1845

- Pismo Jožefu Blazniku
  - Pismo Jožefu Blazniku, Kranj, 8. junij 1847

- Pismo Janezu Bleiweisu
  - Pismo Janezu Bleiweisu, Kranj, 21. januar 1847

- Pisma Františku Ladislavu Čelakovskemu
  - Prvo pismo Franceta Prešerna Františku Ladislavu Čelakovskemu, Ljubljana, 14. marec 1833
  - Drugo pismo Franceta Prešerna Františku Ladislavu Čelakovskemu, Ljubljana, 29. april 1833
  - Tretje pismo Franceta Prešerna Františku Ladislavu Čelakovskemu, Ljubljana, 22. avgust 1836

- Pisma Matiju Čopu
  - Prvo pismo Franceta Prešerna Matiju Čopu, Celovec, 5. februar 1832
  - Drugo pismo Franceta Prešerna Matiju Čopu, Celovec, 13. februar 1832
  - Tretje pismo Franceta Prešerna Matiju Čopu, 20. februar 1832
  - Četrto pismo Franceta Prešerna Matiju Čopu, Celovec, 7. marec 1832
  - Peto pismo Franceta Prešerna Matiju Čopu, Celovec, med 29. in 31. marcem 1832

- Pismo Mihi Kastelcu
  - Pismo Franceta Prešerna Mihi Kastelcu, Celovec, 10. marec 1832

- Pismo neznanc
  - Pismo Franceta Prešerna neznancu, Ljubljana, 23. avgust 1834

- Pismo staršem
  - Pismo Franceta Prešerna staršem, Dunaj, 24. maj 1824

- Pisma Stanku Vrazu
  - Prvo pismo Franceta Prešerna Stanku Vrazu, Ljubljana, 4. marec 1837
  - Drugo pismo Franceta Prešerna Stanku Vrazu, Ljubljana, med 13. majem in 10. junijem 1837
  - Tretje pismo Franceta Prešerna Stanku Vrazu, Ljubljana, 5. julij 1837
  - Četrto pismo Franceta Prešerna Stanku Vrazu, Ljubljana, 19. julij 1838
  - Peto pismo Franceta Prešerna Stanku Vrazu, Ljubljana, 26. oktober 1840
  - Šesto pismo Franceta Prešerna Stanku Vrazu, Ljubljana, 29. julij 1843
  - Sedmo pismo Franceta Prešerna Stanku Vrazu, Ljubljana, 12. december 1843
  - Osmo pismo Franceta Prešerna Stanku Vrazu, Kranj, 5. februar 1847

## Apokrifni Prešeren
Sestavek Apokrifni (skrivni) Prešeren zavzema Prešernovo delo, ki je bolj kočljive vsebine ter nima posebne umetniške vrednosti. Od obilice tovrstnih verzov se jih je ohranilo sorazmerno malo. Prešeren je imel en predal svoje pisalne mize namenjen samo za hranjenje te "poezije", le-ta pa je po njegovi smrti skoraj vsa pristala v ognju.
Glej članek Apokrifni Prešeren.